# István Gulyás (Tennisspieler)
István Gulyás (* 10. Oktober 1931 in Pécs; † 31. Juli 2000 in Budapest) war ein ungarischer Tennisspieler.

## Karriere
István Gulyás trat ab 1955 bei hochdotierten Turnieren an. Vor Beginn der Open Era gewann er verschiedene Turniere, beispielsweise in Düsseldorf und Nizza.
Sein bestes Resultat bei einem Grand-Slam-Turnier erzielte er 1966 bei den Internationalen französischen Tennismeisterschaften, die später als French Open ausgetragen wurden. Nachdem er unter anderem Thomaz Koch, Clark Graebner und Cliff Drysdale besiegt hatte, unterlag er im Finale dem Australier Tony Roche. Im Folgejahr erreichte er das Halbfinale, wo er gegen den späteren Turniersieger Roy Emerson ausschied.
Im Jahr 1971 erreichte er mit 39 Jahren das Viertelfinale der French Open, in dem er Željko Franulović unterlag. Er war damit nach Pancho Gonzales, der 1968 mit 40 Jahren im Viertelfinale stand, der zweitälteste Viertelfinalist der French Open.
Lance Tingay vom Daily Telegraph stufte Gulyás 1966 als Nummer 8 der Welt ein.
Zwischen 1958 und 1971 trat Gulyás in 22 Begegnungen der ungarischen Davis-Cup-Mannschaft an. Er gewann 34 von 61 Matches. Zudem gewann er 15 Mal, und damit so oft wie kein anderer, die ungarischen Meisterschaften.

## Finalteilnahmen bei Grand-Slam-Turnieren

### Einzel

#### Finalteilnahmen
| Nr. | Datum        | Turnier                                           | Belag | Finalgegner | Ergebnis      |
| --- | ------------ | ------------------------------------------------- | ----- | ----------- | ------------- |
| 1.  | 5. Juni 1966 | Internationale französische Tennismeisterschaften | Sand  | Tony Roche  | 1:6, 4:6, 5:7 |